# Гибсон, Уильям
Уи́льям Форд Ги́бсон (англ. William Ford Gibson; 17 марта 1948 года, Конуэй, Южная Каролина, США) — американо-канадский писатель-фантаст. Он считается основателем стиля киберпанк, определившего жанровое лицо литературы 1980-х. Его трилогия «Киберпространство» («Нейромант», «Граф Ноль», «Мона Лиза Овердрайв») привлекла миллионы читателей. Некоторые произведения Гибсона созданы в соавторстве с Брюсом Стерлингом. Проза Гибсона имеет ярко выраженный социально-психологический и социально-философский характер, он считается одним из лучших стилистов современной американской литературы. Лауреат премий «Хьюго» и «Небьюла», а также премии Филипа К. Дика (1985). Также он является создателем «Агриппы» (Книги мёртвых).

## Биография
Родился 17 марта 1948 года в городе Конуэй (штат Южная Каролина). В 13 лет, втайне от матери, купил себе набор книг писателей бит-поколения — Джека Керуака, Уильяма Берроуза и других, которые значительно повлияли на его представления о литературе и жизни. Учился в местной школе с баскетбольным уклоном, хотя сам проводил всё время в своей комнате за чтением. Был робким, неуклюжим подростком. В 15 лет поехал учиться в частную школу в Аризоне.
После смерти матери, когда ему было 18 лет, Гибсон бросил школу и уехал в путешествия по Калифорнии и Европе. В 1967 году он переезжает в канадский город Торонто — по его словам, он уехал из США, чтобы избежать призыва на вьетнамскую войну. В 1972 году он женился и обосновался в Ванкувере (тихоокеанское побережье Канады), где и начал писать фантастику. Поняв, что проще рассчитывать на стипендию, чем работать, поступает в университет Британской Колумбии, и в 1977 году получает степень бакалавра английской литературы.
В университете Гибсон посещал курс по научной фантастике; в это время он пишет свой первый рассказ «Осколки голографической розы». В конце 1980-х Гибсон познакомился с творчеством Виктора Цоя и работал с Рашидом Нугмановым над сценарием фильма «Цитадель смерти», в котором главная роль отводилась знаменитому музыканту, но гибель Цоя не позволила этому проекту состояться. В 2014 году Нугманов объявил о своих планах начать съёмки этого фильма и взять на главную роль Александра Цоя, который в свою очередь поддержал эту идею.

## Творчество
Ранние произведения Гибсона в основном представляют собой футуристические рассказы, повествующие о проникновении кибернетики в жизнь людей и о влиянии киберпространства (реальности, созданной компьютером) на человечество.
Гибсону принадлежит авторство понятия «киберпространство» (англ. «cyberspace»), он впервые в литературе описал виртуальную реальность. При этом ему не нравится, когда его произведения называют киберпанком.
При остром сюжете насыщает произведения описаниями множества гаджетов, но считает, что внешние атрибуты — не главное. Называл полученное им литературное образование «только кошмарным грузом теории». Движущей силой глобализации видел деятельность транснациональных мегакорпораций, дзайбацу. При этом мир будущего в описании Гибсона — не слишком приятное место. Жизнь общества в нём полностью подчинена интересам враждующих корпораций.
Написав несколько романов, где Япония занимает значительную часть повествования, сам к тому времени в Японии не бывал. Например, Тиба в «Нейроманте» — это фантазия на темы американского Детройта, перенесённая в Японию. «Детройтом ведь никто не гордится — это просто грязная, отвратительная окраина», — говорит он. Таков и мир, описываемый Гибсоном в общем. Много писал о Японии потому, что общался с японцами-туристами, приезжающими в Ванкувер на отдых, и их рассказы о совсем другой культуре его интересовали.
Сам Гибсон считает жанр научной фантастики только инструментом, с помощью которого он может сделать что-то новое в литературе. А от ярлыка «изобретателя киберпанковского движения» он открещивается, поскольку считает, что навешивание ярлыков несёт смерть жанру. «Думаю, что ярлык запутает менее известных авторов, которые попытаются этим заниматься. Будет немало боевиков с мордобоем. Появится множество поделок о парнях с ирокезами, севших за компьютер. „Киберпанк“ бьёт мимо цели», — говорит он в интервью в 1986 году. «Когда рассказ („Красная звезда, орбита зимы“) был опубликован, мы ещё даже не думали о подобных терминах», — высказывается Гибсон о термине «киберпанк» в том же интервью (под «мы» он подразумевает своего друга и соавтора Стерлинга).
В произведениях последнего цикла («Распознавание образов», «Страна призраков») Гибсон отошёл от описания традиционного для начала «киберпанка» мира. В этих произведениях описание смещается в современное время (например, в задуманном в 2006 году романе «Страна призраков» действие происходит в 2006 году, частично в Ванкувере, где живёт сам Гибсон), пропадают герои-кибержокеи, отсутствуют биоимплантаты и другие явные признаки стиля. Описанные ранее «фантастические» вещи уже незаметно вошли в обыденную жизнь людей.

## Арт-проекты
- Агриппа (Книга Мёртвых), 1992 год.

## Экранизации
- По рассказам Гибсона снято два фильма: «Джонни-мнемоник» (1995 год) и «Отель „Новая Роза“» (1998 год).
- После долгого периода неясности и нескольких незавершенных попыток экранизации, фильм по роману «Нейромант» был запущен в производство в 2007 году (режиссёр Винченцо Натали, актёры Хейден Кристенсен, Лив Тайлер — предварительно). Планируемой датой выпуска был 2011 год. После продолжительного перерыва, в 2017 году появилась новость, что режиссёром экранизации назначен Тим Миллер[9]. Права на «Граф Зеро» и «Mona Lisa Overdrive» тоже выкуплены.
- «Распознавание образов» экранизируется Питером Уиром с 2006 года, хотя Гибсон пишет, что «он надеется, что дальше Уир не продвинется»[10].
- В соавторстве с Томом Мэддоксом были написаны сценарии к сериям телевизионного сериала «Секретные материалы»:

1. «Kill Switch» («Выключатель», 11 серия 5 сезона, 15 февраля 1998 года)
2. «First person shooter» («Стрелялка от первого лица», 13 серия 7 сезона, 2000 год)

- В октябре 2022 года состоялась премьера телесериала «Периферийные устройства» по одноимённому роману Гибсона[11].